# Cestrotus elegans
Cestrotus elegans är en tvåvingeart som beskrevs av Friedrich Georg Hendel 1920. Cestrotus elegans ingår i släktet Cestrotus och familjen lövflugor. Inga underarter finns listade i Catalogue of Life.